# Vellitor
Vellitor is een geslacht van straalvinnige vissen uit de familie van donderpadden (Cottidae).

## Soorten
- Vellitor centropomus (Richardson, 1848)
- Vellitor minutus Iwata, 1983